# Rückenklinge

Rückenklinge eines Säbels

Eine Rückenklinge ist eine Klinge eines Messers, Degens oder Säbels, bei der der Rücken der Klinge breiter als der Bereich der Schneide ist.
Die Waffe hat also nur eine Schneide. Auch Klingen mit einer kurzen Rückenschneide an der Spitze werden als Rückenklinge bezeichnet.